# Bubenreuth
Bubenreuth ist eine Gemeinde im mittelfränkischen Landkreis Erlangen-Höchstadt und gilt als Zentrum des fränkischen Streich- und Zupfinstrumentenbaus.

## Geografie
Die Ortschaft liegt an der Regnitz, etwa 4 km nördlich des Zentrums von Erlangen und ist baulich fast damit verschmolzen.
Die Gemeinde besteht nur aus der Gemarkung und dem Gemeindeteil Bubenreuth. Die Gemarkung Bubenreuth hat eine Fläche von 4,141 km². Sie ist in 2670 Flurstücke aufgeteilt, die eine durchschnittliche Flurstücksfläche von 1551,08 m² haben.
Nachbargemeinden sind (im Norden beginnend im Uhrzeigersinn) Baiersdorf, Langensendelbach, Marloffstein, Erlangen und Möhrendorf.

## Geschichte

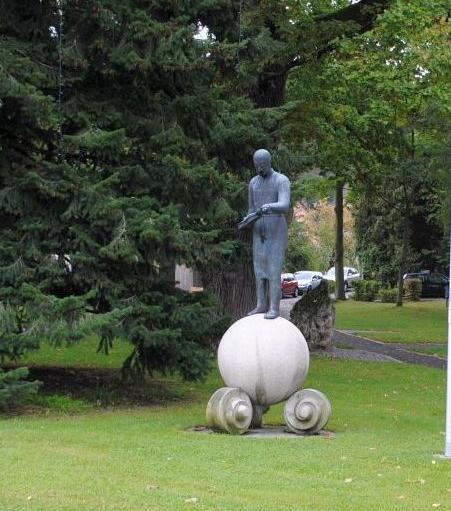
Denkmal Geigenbau nach 1947, ähnliches Denkmal in Schönbach

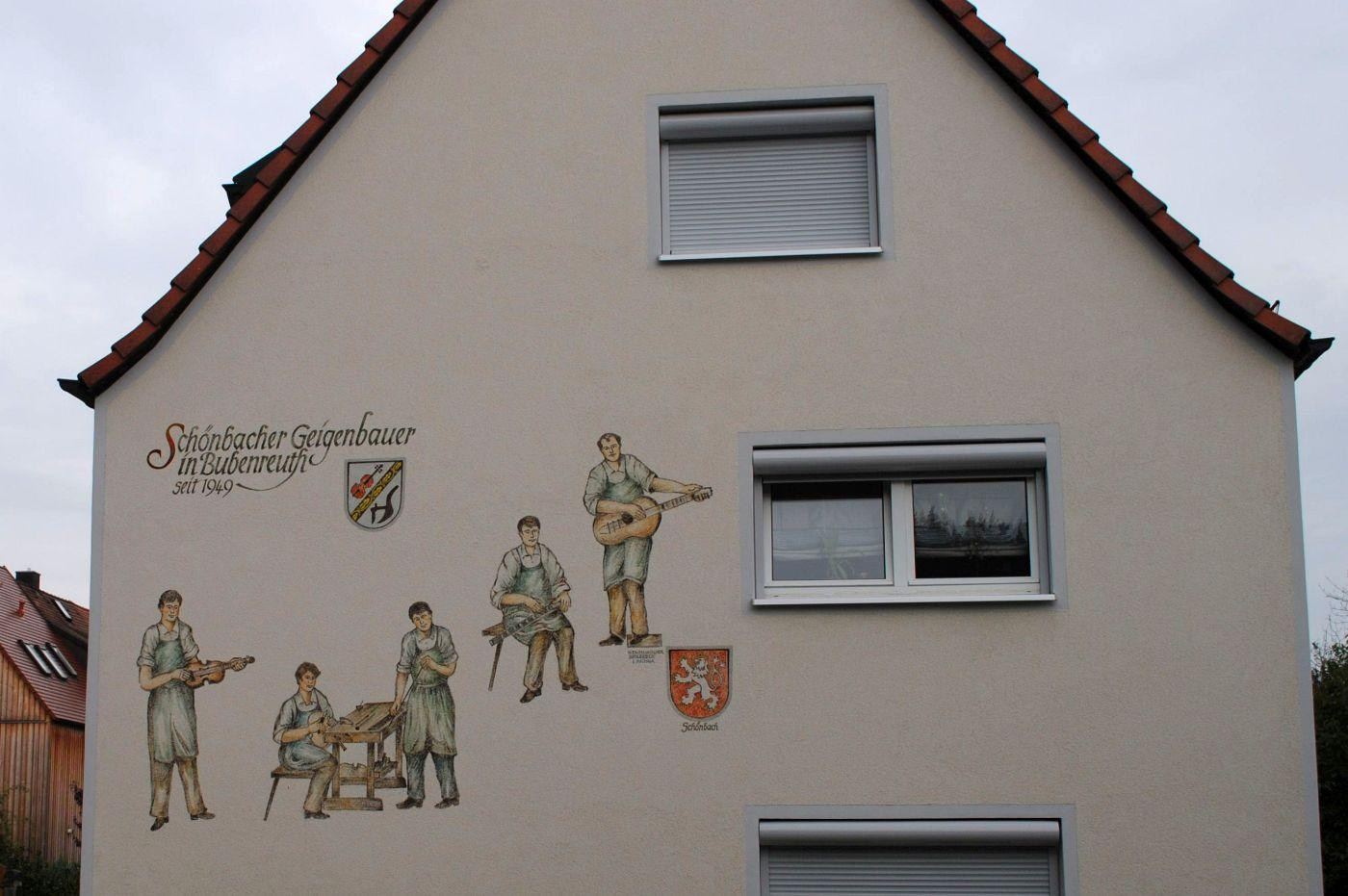
Hinweis auf Geigenbau der ehemaligen Schönbacher

Über die Gründung Bubenreuths ist nichts bekannt. Die Bubenreuther Geschichte während des späten Mittelalters und der frühen Neuzeit liegt weitgehend im Dunklen.
In einer Urkunde König Konrads IV. vom 24. November 1243 wurde der Ortsname als „Bubenrode“ zum ersten Mal genannt. Das Grundwort -reuth weist auf eine Rodungssiedlung hin. Als Gründer der Siedlung ist eine Person namens Bubo anzunehmen. In der Urkunde wird bezeugt, dass der Bamberger Bischof Heinrich I. von Bilversheim das verpfändete Dorf wieder einlöste. Im Rechtsbuch des Bischofs Friedrich I. von Hohenlohe von 1348 sind in der villa pubenreut zehn zinspflichtige Güter aufgeführt, die dem Domkapitel gehörten. Durch die Angaben im Zins- und Lehensbuch des bambergischen Amtes Büchenbach von 1580 können die damals elf Güter sämtlich entlang der heutigen Hauptstraße lokalisiert werden, die damit die Urzelle des Dorfes bildet.
Nordwestlich davon, jenseits des Entlesbachs, lag Scherleshof. Ob dieser Name einen Einzelhof oder die Wüstung eines unbekannten frühmittelalterlichen Dorfes bezeichnet, ist nicht zu erhellen. Urkundlich erstmals erschien der Scherleshof im Jahr 1390. Damals erhielt der Nürnberger Burggraf Johann von König Wenzel den Scherleshof als Lehen. Durch diese Belehnung an die Hohenzollern wurde der Hof später Bestandteil des Markgraftums Bayreuth. Seit dem Ende des 16. Jahrhunderts wurde der Scherleshof immer weiter zersplittert. Heute erinnert nur noch ein Straßenname an ihn.
Im Baiersdorfer Vertrag vom 13. Mai 1524 zwischen Bamberg und dem Markgraftum Bayreuth erhielt dieses die Hochgerichtsbarkeit auch über das eigentliche Bubenreuth, während es weiterhin dem Bamberger Domkapitel zins- und lehenbar blieb. Die niedere Gerichtsbarkeit lag beim Bischof. Kirchlich gehörte Bubenreuth zur Pfarrei Erlangen. Nach der Reformation wurden nur die Bauern auf dem Scherleshof evangelisch, die Besitzer der bambergischen Güter blieben weiterhin katholisch. Im Dreißigjährigen Krieg wurde Bubenreuth vollständig niedergebrannt. Die letzte Brandstätte wurde erst 1815 wieder bebaut.
Im Jahre 1791 wurde Bubenreuth mit dem Markgraftum Ansbach-Bayreuth preußisch, 1807 fiel es im Frieden von Tilsit an Frankreich. Seit 1810 gehört Bubenreuth zu Bayern.
In der Zeit der Demagogenverfolgung konnten sich die Erlanger Burschenschafter in Bubenreuth unbeobachtet von den Behörden des Staates und der Universität treffen. Bald schon wurden sie deshalb „die Bubenreuther“ genannt. Die Burschenschaft übernahm den Ortsnamen zunächst in latinisierter Form als Bubenruthia, später nannte sie sich Burschenschaft der Bubenreuther. Die Bubenreuther Bauern und die Bubenreuther Studenten sind seitdem zu einer engen Gemeinschaft verwachsen. Seit 1914 gehört der Burschenschaft der Bubenreuther der Landgasthof Mörsbergei. Dort finden auch die Kneipen der Burschenschaft statt, auf dem Anwesen wird die Bubenreuther Kirchweih ausgerichtet, gemeinsam von Bubenreuthern und den Bubenreuther Burschenschaftern.

## Zentrum des Streich- und Zupfinstrumentenbaus nach 1945

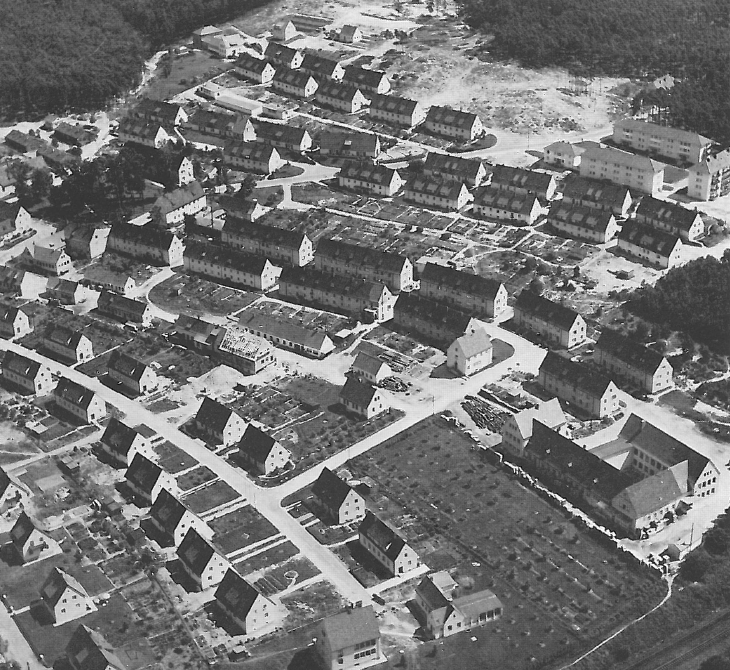
Von der Joseph-Stiftung errichtete Schönbacher Geigenbauer-Siedlung in den 1950er Jahren

Einen großen Einschnitt brachte die Ansiedlung der aus Schönbach im böhmischen Musikwinkel vertriebenen Geigen- und Gitarrenbauer. Als der Gemeinderat im Herbst 1949 einstimmig beschloss, 2000 Schönbacher aufzunehmen, hatte der landwirtschaftlich geprägte Ort Bubenreuth lediglich 415 Einwohner. In den Jahren von 1949 bis 1957 wurden in fünf Bauabschnitten rund 500 Wohnungen errichtet. Das Viertel erhielt den Namen Geigenbauersiedlung. Gleichzeitig entwickelte sich Bubenreuth zu einem europäischen Zentrum des Streich- und Zupfinstrumentenbaus mit den großen Unternehmen wie Framus, Höfner oder Klira als internationalen Marktführern. Mehr als 1500 Einwohner waren zeitweilig im Musikinstrumentenbau beschäftigt, bevor sich die industrielle Fertigung der Massenware im Saiteninstrumentenbau ab Ende der 1970er Jahre nach Fernost (Japan und China) verlagerte. Durch diese Entwicklung wurde das Ende der großen Produktionsstätten in Bubenreuth eingeleitet, was einen enormen Strukturwandel bedeutete.
Hochwertige Gitarren und Streichinstrumente wurden und werden weiterhin in Bubenreuth in handwerklicher Meisterarbeit hergestellt, wie durch den Gitarrenbauer Gerold Karl Hannabach und den Geigenbauer Günter H. Lobe. Die von Max Junger in sechster Generation geführte Firma Pyramid (1850 gegründet in Schönbach) ist auf die Herstellung von Saiten für Musikinstrumente spezialisiert und bietet die weltweit breiteste Produktionspalette.
Bubenreuth verfügte zwischen 1951 und 1964 über eine Fachschule für Instrumentenbau und besitzt noch den ersten Musikkindergarten Europas. Mit Instrumenten aus Bubenreuth spielten u. a. Elvis Presley, die Beatles, die Rolling Stones und Yehudi Menuhin.
Die Geschichte von Musik und gelungener Integration befindet sich in einer Ausstellung im Rathauskeller. Die Ausstellung wird vom Verein Bubenreutheum e. V. betreut.
Die Einwohnerzahl stieg von 695 im Jahre 1949 auf heute 4497. Für die wachsende Zahl der Katholiken wurde an Stelle der St.-Josefs-Kapelle von 1927 im Jahr 1967 die Pfarrkirche Mariä Heimsuchung geweiht. Die Protestanten errichteten 1957 die Lukaskirche, die seit 1999 eine eigene Gemeinde bildet.

## Politik

### Gemeinderat
Der Gemeinderat hat 16 Mitglieder, dazu kommt der Erste Bürgermeister.
|      | CSU | SPD | Grüne | FW | Gesamt   |
| 2008 | 6   | 5   | -     | 5  | 16 Sitze |
| 2014 | 5   | 4   | 3     | 4  | 16 Sitze |
| 2020 | 7   | 3   | 4     | 2  | 16 Sitze |

(Stand: Kommunalwahl am 15. März 2020)

### Bürgermeister
Erster Bürgermeister ist seit 1. Mai 2014 Norbert Stumpf (CSU), der sich am 30. März 2014 in einer Stichwahl durchsetzte. Am 15. März 2020 hatte er sich mit fast 70 % im ersten Wahlgang gegen zwei Mitbewerberinnen durchgesetzt.
Sein Vorgänger war Rudolf Greif (CSU).

### Wappen und Flagge
Wappen
| | Blasonierung: „Schräg links geteilt durch einen mit goldenen Eichenranken belegten schwarzen Balken; oben in Silber eine rote Geige mit schwarzem Griffbrett und schwarzem Saitenhalter, unten in Silber ein schwarzer Pflug.“ |
| Wappenbegründung: Die Eichenranken beziehen sich auf die Erlanger Burschenschaft der Bubenreuther. Der Pflug steht für den alten Ort Bubenreuth, die Geige für die nach dem Zweiten Weltkrieg gegründete Geigenbauersiedlung. Die Gemeinde führt das Wappen seit 1960. | |

Flagge
Die Gemeindeflagge ist rot-weiß.

### Patenstadt und Partnerschaft
- 1956 übernahm die Gemeinde Bubenreuth die Patenschaft für die aufgrund der Beneš-Dekrete aus ihrer angestammten Heimat vertriebenen Deutschen aus der alten Geigenbauerstadt Schönbach (Eger) im Sudetenland.
- 2016 wurde die Patenschaft mit dem auf Tschechisch Luby genannten Ort zu einer Städtepartnerschaft erweitert.[18]

## Kultur, Religion und Sehenswürdigkeiten

### Konfessionsstatistik
Gemäß dem Zensus 2011 waren 34,1 % der Einwohner evangelisch, 40,1 % römisch-katholisch und 25,7 % waren konfessionslos, gehörten einer anderen Glaubensgemeinschaft an oder machten keine Angabe. Die Zahl der Protestanten und Katholiken ist seitdem gesunken. Ende 2017 hatte Bubenreuth 5039 Einwohner mit Haupt- und Nebenwohnsitz, davon 36,4 % (1833) Katholiken, 30,5 % (1536) Protestanten und 33,1 % (1670) hatten entweder eine andere oder gar keine Religionszugehörigkeit.

## Verkehr

### Straßenverkehr
Bubenreuth liegt unmittelbar am Frankenschnellweg (A 73) und ist von Norden über die Anschlussstelle Möhrendorf/Bubenreuth (AS 30) und von Süden über die Anschlussstelle Erlangen-Nord/Bubenreuth angebunden. Zwischen dem Frankenschnellweg und dem Ort verläuft die Staatsstraße 2244, die alte Bundesstraße 4.

### Öffentlicher Nahverkehr
Der Ort ist in das Tarifgebiet des Verkehrsverbundes Großraum Nürnberg (VGN) eingebunden. Bubenreuth besitzt einen Haltepunkt an der Bahnstrecke Nürnberg–Bamberg, der seit 2010 von der S-Bahn Nürnberg (S1) bedient wird. Zusätzlich stellen zwei Regionalbuslinien Verbindungen nach Erlangen und einigen weiteren Nachbargemeinden her.

## Persönlichkeiten
- Eberhard Göschel (1943–2022), Maler, Grafiker, Plastiker und Aktionskünstler; geboren in Bubenreuth
- Gerold Karl Hannabach (1928–2015), Gitarrenbauer, Werkstatt in Bubenreuth
- Günter H. Lobe (* 1961), Geigenbauer, Werkstatt in Bubenreuth
- Juergen Teller (* 1964), Fotograf; wuchs in Bubenreuth auf
- Peter Wackel (* 1977), Sänger und Alleinunterhalter; wuchs in Bubenreuth auf